# Klub dyskusyjny (film 2007)
Klub dyskusyjny – amerykański film biograficzny z 2007 roku, wyreżyserowany przez Denzela Washingtona. Film kręcono w Bostonie, Cambridge, Mansfield, Shreveport, Palestine i Marshall.

## Opis
Film stworzony na podstawie  historii Melvina B. Tolsona, który, w 1935 roku, jako profesor na Wiley Collage w Teksasie, zainspirował studentów do utworzenia pierwszego szkolnego kółka dyskusyjnego, którego członkowie wyruszyli później na mistrzostwa kraju, by zmierzyć się w nich ze studentami Harvardu.

## Obsada
- Denzel Washington jako  Mel Tolson
- Forest Whitaker jako doktor James Farmer Senior
- Nate Parker jako Henry Lowe
- Jurnee Smollett jako Samantha Booke
- Denzel Whitaker jako James Farmer Junior
- Jermaine Williams jako Hamilton Burgess
- Justice Leak jako Harland Osbourne
- J.D. Evermore jako kapitan Wainwright
- Michael Beasley jako Trudell
- Trenton McClain Boyd jako Nathaniel
- Robert X. Golphin jako Dunbar Reed
- Kelvin Payton jako Joseph
- Gina Ravera jako Ruth Tolson
- John Heard jako szeryf Dozier
- Kimberly Elise jako Pearl Farmer
- Devyn A. Tyler jako Helen Farmer
- Damien Leake jako Wilson
- Brian Smiar jako dziekan Harvardu
- Bonnie Johnson jako doktor Jennings
- Charissa Allen jako Benita
- George Wilson jako Samuel
- Harold Evans jako William Taylor

## Produkcja
Klub dyskusyjny to pierwszy od 1979 roku film, którego ekipa dostała pozwolenie na kręcenie zdjęć na terenie kampusu Uniwersytetu Harvarda w Cambridge.

## Nagrody i nominacje
Źródło:
- Złote Globy 2008:
  - Nominacja w kategorii Najlepszy dramat
- Amerykańska Gildia Producentów Filmowych (2008):
  - Nagroda im. Stanleya Kramera – Złoty Laur
- Teen Choice (2008):
  - Nominacja do nagrody Teen Choice w kategorii Filmowy przełomowy żeński występ aktorski dla Jurnee'y Smollett-Bell
- Złote Szpule (2008):
  - Nominacja do Złotych Szpul w kategorii Najlepszy montaż muzyki w filmie pełnometrażowym